# Ferenc Karinthy
Ferenc Karinthy (n. 1921 – d. 1992) a fost un scriitor maghiar.